# Чаєнчиці
Чаєнчиці (пол. Czajęczyce) — село в Польщі, у гміні Прошовиці Прошовицького повіту Малопольського воєводства.
Населення — 229 осіб (2011).
У 1975-1998 роках село належало до Краківського воєводства.

## Демографія
Демографічна структура станом на 31 березня 2011 року:
|          | Загалом | Допрацездатний вік | Працездатний вік | Постпрацездатний вік |
| -------- | ------- | ------------------ | ---------------- | -------------------- |
| Чоловіки | 104     | 16                 | 74               | 14                   |
| Жінки    | 125     | 23                 | 68               | 34                   |
| Разом    | 229     | 39                 | 142              | 48                   |